# Премія НАН України імені О. С. Давидова
Пре́мія і́мені Олекса́ндра Сергі́йовича Дави́дова — премія, встановлена НАН України за роботи в галузі теоретичної  і біологічної фізики.
Премію засновано 20 липня 1997 року та названо на честь видатного українського радянського фізика-теоретика Давидова Олександра Сергійовича.
Починаючи з 2007 року Премію імені О. С. Давидова присуджує Відділення фізики і астрономії НАН України щотри роки.

## Лауреати премії
| Рік  | Тема | Лауреати                        | Коротко про лауреата |
| ---- | --- | ------------------------------- | --- |
| 2000 | серія робіт "Взаємодія частинок великих енергій з атомними ядрами і кристалами"                                | Ахієзер Олександр Ілліч         | академік НАН України |
| 2000 | серія робіт "Взаємодія частинок великих енергій з атомними ядрами і кристалами"                                | Шульга Микола Федорович         | доктор фізико-математичних наук |
| 2000 | серія робіт "Взаємодія частинок великих енергій з атомними ядрами і кристалами"                                | Бережной Юрій Анатолійович      | доктор фізико-математичних наук |
| 2002 | серія робіт «Транспорт електронів у низьковимірних молекулярних структурах»                                    | Петров Ельмар Григорович        | доктор фізико-математичних наук, завідувач відділу Інституту теоретичної фізики ім. М. М. Боголюбова НАН України                                                                   |
| 2002 | серія робіт «Транспорт електронів у низьковимірних молекулярних структурах»                                    | Єремко Олександр Олександрович. | доктор фізико-математичних наук, провідний науковий співробітник Інституту теоретичної фізики ім. М. М. Боголюбова НАН України                                                     |
| 2003 | цикл робіт «Стохастичні явища у квазіоптичних НВЧ - системах міліметрового діапазону»                          | Єременко Зоя Єлівна             | кандидат фізико-математичних наук, старший науковий співробітник Інституту радіофізики та електроніки ім. О. Я. Усикова НАН України                                                |
| 2003 | цикл робіт «Стохастичні явища у квазіоптичних НВЧ - системах міліметрового діапазону»                          | Ганапольський Єль Маркович.     | член-кореспондент НАН України, завідувач відділу Інституту радіофізики та електроніки ім. О. Я. Усикова НАН України                                                                |
| 2005 | цикл праць «Вихрова динаміка магнетиків»                                                                       | Ковальов Олександр Семенович    | доктор фізико-математичних наук, професор, провідний науковий співробітник відділу теоретичної фізики Фізико-технічного інституту низьких температур ім. Б. І. Вєркіна НАН України |
| 2005 | цикл праць «Вихрова динаміка магнетиків»                                                                       | Іванов Борис Олексійович        | доктор фізико-математичних наук, професор, член-кореспондент НАН України, головний науковий співробітник Інституту магнетизму НАН та МО України                                    |
| 2005 | цикл праць «Вихрова динаміка магнетиків»                                                                       | Шека Денис Дмитрович            | кандидат фізико-математичних наук, доцент Київського Національного університету |
| 2007 | «Фазові перетворення у системах із високими густинами енергії»                                                 | Бугрій Анатолій Іванович        | кандидат фізико-математичних наук, старший науковий співробітник Інституту теоретичної фізики ім. М. М. Боголюбова                                                                 |
| 2007 | «Фазові перетворення у системах із високими густинами енергії»                                                 | Горенштейн Марк Ісакович        | доктор фізико-математичних наук, головний науковий співробітник Інституту теоретичної фізики ім. М. М. Боголюбова НАН України;                                                     |
| 2007 | «Фазові перетворення у системах із високими густинами енергії»                                                 | Зінов'єв Геннадій Михайлович    | доктор фізико-математичних наук, завідувач відділу Інституту теоретичної фізики ім. М. М. Боголюбова НАН України                                                                   |
| 2010 | за цикл робіт «Колективні ефекти в атомних ядрах»                                                              | Коломієць Володимир Михайлович  | член-кореспондент НАН України, завідувач відділу Інституту ядерних досліджень НАН України                                                                                          |
| 2010 | за цикл робіт «Колективні ефекти в атомних ядрах»                                                              | Сименог Іван Васильович         | доктор фізико-математичних наук, завідувач відділу Інституту теоретичної фізики ім. М. М. Боголюбова НАН України                                                                   |
| 2010 | за цикл робіт «Колективні ефекти в атомних ядрах»                                                              | Шломо Шалом                     | керівник дослідницької групи Циклотронного інституту при Техаському університеті (США)                                                                                             |
| 2013 | за цикл робіт «Теорія динамічних та стохастичних властивостей конденсованих систем з конкуруючими взаємодіями» | Гайдідей Юрій Борисович         | доктор фізико-математичних наук, завідувач відділу Інституту теоретичної фізики імені М. М. Боголюбова НАН України                                                                 |
| 2013 | за цикл робіт «Теорія динамічних та стохастичних властивостей конденсованих систем з конкуруючими взаємодіями» | Лев Богдан Іванович             | член-кореспондент НАН України, завідувач відділу Інституту теоретичної фізики імені М. М. Боголюбова НАН України                                                                   |
| 2013 | за цикл робіт «Теорія динамічних та стохастичних властивостей конденсованих систем з конкуруючими взаємодіями» | Стасюк Ігор Васильович          | член-кореспондент НАН України, завідувач відділу Інституту фізики конденсованих систем НАН України                                                                                 |
| 2016 | за теорій деформованих моделей квантової механіки та їх застосування до опису фізичних систем                  | Вакарчук Іван Олександрович     | доктор фізико-математичних наук, професор Львівського національного університету імені Івана Франка                                                                                |
| 2016 | за теорій деформованих моделей квантової механіки та їх застосування до опису фізичних систем                  | Гаврилик Олександр Михайлович   | доктор фізико-математичних наук, завідувач відділу Інституту теоретичної фізики ім. М. М. Боголюбова НАН України                                                                   |
| 2016 | за теорій деформованих моделей квантової механіки та їх застосування до опису фізичних систем                  | Ткачук Володимир Михайлович     | доктор фізико-математичних наук, завідувач кафедри Львівського національного університету імені Івана Франка                                                                       |
| 2019 | за розвиток статистичних методів дослідження структурно-невпорядкованих багаточастинкових систем               | Головач Юрій Васильович         | член-кореспондент НАН України, завідувач відділу Інституту фізики конденсованих систем НАН України                                                                                 |
| 2019 | за розвиток статистичних методів дослідження структурно-невпорядкованих багаточастинкових систем               | Головко Мирослав Федорович      | член-кореспондент НАН України, головний науковий співробітник Інституту фізики конденсованих систем НАН України                                                                    |
| 2019 | за розвиток статистичних методів дослідження структурно-невпорядкованих багаточастинкових систем               | Загородній Анатолій Глібович    | академік НАН України, директор Інституту теоретичної фізики ім. М. М. Боголюбова НАН України                                                                                       |